# Tebtunis-Mondkalender
Der Tebtunis-Mondkalender wurde am 10. März 1931 unter der Leitung von Carlo Anti in Tebtunis entdeckt. Im Ort liegt der Tempel des Soknebtynis („Sobek, Herr von Tebtynis“) am südlichen Rand der Siedlung. Vor dem Naos liegt ein kleiner Hof. Die Anlage ist von einer Umfassungsmauer umgeben, die auch weitere Gebäude, darunter einen kleinen Nebentempel und zahlreiche Priesterzellen einschließt.

## Hintergrund
Die ersten Ausgrabungen an diesem Ort wurden 1899/1900 durch die beiden englischen Papyrologen B. P. Grenfell und A. S. Hunt durchgeführt. Sie legten Teile des Soknebtynis-Tempels und der umliegenden Siedlung frei, wobei sie zahlreiche griechische und demotische Papyri – das eigentliche Ziel ihrer Grabungen – fanden. Bei der Fundaufteilung kamen die meisten demotischen Papyri nach Kairo, die griechischen und die noch in den Kartonagen steckenden dagegen zunächst zur Bearbeitung nach Oxford und später – nach dem Tod von Grenfell und Hunt – in die Bancroft Library der University of California; die letzten zuvor übersehenen Kisten sind erst vor kurzem dort eingetroffen. 
Mit der Auswertung dieser Tebtunis-Papyri befasst sich das 2000 gegründete Center for the Tebtunis Papyri (CTP). Nach Kopenhagen gelangten dagegen vor allem literarische Texte in demotischer wie hieratischer Schrift. Sie stammen sicher aus der Bibliothek des Soknebtynis-Tempels.

## Der Tebtunis-Mondkalender
Der Bau der Tempelanlage wird auf das zweite Jahrhundert v. Chr. geschätzt. In Übereinstimmung dazu datiert der Tebtunis-Kalender, der detaillierte Angaben zu zahlreichen Festen sowie Angaben hinsichtlich der Stunden der Nacht und der Stunden des Tages enthält. 
Die von Alan Gardiner und Richard Anthony Parker geäußerte Vermutung, dass der ägyptische Kalender spätestens seit Anfang des Neuen Reiches die Jahresform wechselte, findet im Kalender von Tebtunis eine weitere Bestätigung. 
Auffallend ist die Verwendung der alten Monatsnamen des ägyptischen Mondkalenders, während im Hauptkalender die neu eingeführten Monatsnamen benutzt wurden. Zwei Mondmonatsnamen sind im Teptunis-Mondkalender anderen Gottheiten gewidmet. Weiter erfolgte ein Vorrücken des Monats Ka-her-ka auf die Position von Menchet.
| Tebtunis-Mondkalender        | Tageslänge (Buch der Stunden des Tages) | Ägyptischer Kalender | Datum         |
| ---------------------------- | --------------------------------------- | -------------------- | ------------- |
| 1. Techi                     | 12 Stunden (Tagundnachtgleiche)         | 1. Achet I           | 23. September |
| 1. Ka-her-ka (statt Menchet) | 10 2/3 Stunden                          | 1. Achet II          | 23. Oktober   |
| 1. Hut-heru                  | 9 1/3 Stunden                           | 30. Achet II         | 21. November  |
| 1. Sachmet (statt Ka-her-ka) | 8 Stunden (Wintersonnenwende)           | 30. Achet III        | 21. Dezember  |
| 1. Schef-bedet               | 9 1/3 Stunden                           | 29. Achet IV         | 19. Januar    |
| 1. Rekeh-wer                 | 10 2/3 Stunden                          | 29. Peret I          | 18. Februar   |
| 1. Rekeh-nedjes              | 12 Stunden (Tagundnachtgleiche)         | 28. Peret II         | 19. März      |
| 1. Mut (statt Renutet)       | 13 1/3 Stunden                          | 28. Peret III        | 18. April     |
| 1. Chonsu                    | 14 2/3 Stunden                          | 27. Peret IV         | 17. Mai       |
| 1. Chenti-chet               | 16 Stunden (Sommersonnenwende)          | 27. Schemu I         | 16. Juni      |
| 1. Ipet-hemet                | 14 2/3 Stunden                          | 26. Schemu II        | 15. Juli      |
| 1. Wepet-renpet              | 13 1/3 Stunden                          | 26. Schemu III       | 14. August    |